# Egílipe
Egílipe (en griego, Ἀιγίλιψ) es el nombre de un lugar de la Antigua Grecia que es mentado por Homero en el Catálogo de naves de la Ilíada, donde se la califica con el epíteto de abrupta y se trataba de un lugar que pertenecía a los dominios de Odiseo.
Su localización es controvertida. Estrabón dice que era una localidad situada en la isla de Léucade, junto a Crocilea y Nérico, que entonces pertenecía al territorio del continente ya que se convirtió en una isla cuando los corintios construyeron un canal, en tiempos de Cípselo y Gorgo, en el siglo VII a. C. Wilhelm Dörpfeld y otros investigadores consideran que puede tratrse de la isla de Meganisi.    